# Monodická melika
Melika je starořecká písňová lyrika nebo melodická složka skladby. Její zárodky se objevily v poezii Ionů, plně se však rozvinula zásluhou Aiolů a Dórů. Největší rozkvět zažila na ostrově Lesbos, odkud se rozšířila do řeckého světa. Melické verše, zpívané za doprovodu lyry, byly jediným žánrem, kde autor mohl projevit své city. Melika měla světský nebo kultovní charakter a podle toho se volila témata písní:
- Světské: pracovní, pijácké, milostné, politické, povzbuzující, posměšné
- Kultovní: hymny (oslavné písně), náboženské zpěvy, prosebné a děkovné písně

## Melika monodická (sólová)
Jednalo se o písně s jednoduššími rytmy a strofami na světská témata. Mezi hlavní představitele monodie patří Alkaios a Sapfo, kteří skládali a zpívali koncem 7. a začátkem 6. století. Existuje však předpoklad, že monodická melika se na ostrově Lesbu objevila mnohem dříve, zejména kvůli vypracované úrovni dochovaných aiolských písní. Dalším autorem byl Ión Anakreon, který upustil od aiolštiny – tradičního nářečí monodických písní. Témata odrážela osobní život a city autorů nebo nastalou politickou situaci, přičemž monodické verše byly podobné dnešním milostným básním. Zásluhy za vznik monodie na Lesbu se přisuzují Terpandrovi z  Antinissy, protože vynalezl sedmistrunnou lyru nebo spíše připomněl její používání na Krétě a v Mykénách.

## Melika chorická (sborová)
Tento druh meliky zazníval u všech Řeků, doveden k dokonalosti byl však ve Spartě. Sparťané dostávali hudební podněty od Aiolů a Dórů, Kréťané se zase zasloužili o rozvoj tance. Nářečím sborové meliky byla ionština a dórština, témata spadala do náboženské oblasti a měla veřejný ráz. Na rozdíl od monodiky měly chorické písně bohatější skladbu, většinou antistrofickou. 
Vznikaly na základě spolupráce mnoha různorodých a cizokrajných básníků, z nichž nejstarší byl Alkman ze Sard.

## Autoři monodické meliky

### Alkaios
Je považován za jednoho z prvních tvůrců monodické meliky. Narodil se a zemřel na ostrově Lesbos, kde se řadil mezi mytilénské aristokraty. Alkaios nebyl jen básník, ale také voják – 
za časů občanských rozbrojů i válčení mimo svou vlast se aktivně účastnil boje a když byl poslán do vyhnanství, živil se jako žoldnéř po vzoru svého bratra. Co se týče Alkaiovy tvorby, u Athéňanů byla velmi oblíbená, u Římanů napodobována Horatiem. 

### Sapfó
Nejznámější mytilénská básnířka z aristokratické rodiny měla dva bratry a dceru Kleistó, pojmenovanou po své babičce. Ve svém domě, jenž se stal kultovním centrem, hostila mladé šlechtičny, které učila zpěv, tanec a poezii. Sapfó nějaký čas strávila ve vyhnanství na Sicílii, zbytek života strávila na rodném Lesbu. S největší pravděpodobností svůj život ukončila sebevraždou skokem ze skály kvůli nešťastné lásce. Námětem jejích básní byly většinou vztahy a události mezi dívkami.

### Anakreón
Narodil se v maloasijském městě Tea, za které bojoval proti Peršanům. Stal se dvorním básníkem na Samu a poté žil v Athénách, kde se těšil velkému obdivu. Jeho hravé básně se většinou zabývaly milostnými tématy, pitím a bujarým životem, což zajistilo jejich oblíbenost u mládeže. Anakreón se nebál žertovat o sobě a svých neúspěších, ale psal také vážnější  a citově hluboké verše o bozích. Zemřel v 85 letech, když se zadusil zrnkem z hroznu.